# MSC 말레이시아
MSC 말레이시아(MSC Malaysia, 구 명칭: 멀티미디어 슈퍼 회랑, MSC, 말레이어: Koridor Raya Multimedia)는 쿠알라룸푸르와 푸트라자야의 연방 직할구, 남중부 슬랑오르주, 서부 느그리슴빌란주 일부 및 남부 조호르주, 말레이시아에 걸쳐 있는 경제특구이자 하이테크 비즈니스 지구이다.

## 지리적 정의
MSC는 쿠알라룸푸르 시내의 페트로나스 트윈 타워에서 시작하여 사이버자야, 푸트라자야, 쿠알라룸푸르 국제공항 및 대부분의 세팡 선거구, 그리고 반다르툰라자크, 푸총 (도시), 세르당 선거구의 일부를 거쳐 이웃한 말레이시아 비전 밸리 회랑의 일부인 느그리슴빌란주 닐라이에서 끝난다.
MSC는 또한 남부 조호르주의 이스칸다르 말레이시아 회랑 내에 2006년에 설립된 MSC 사이버포트로 알려진 월경지를 가지고 있다.

## 역사
MSC 프로그램은 제4대 말레이시아 총리 마하티르 빈 모하맛에 의해 1996년 2월 12일에 공식적으로 출범했다. 이 프로그램의 설립은 비전 2020의 목표를 가속화하고 지식 기반 사회 프레임워크를 채택하여 2020년까지 말레이시아를 현대 국가로 변화시키는 데 중요했다.

## 목적
MSC 기함 애플리케이션은 MSC 말레이시아 이니셔티브를 촉진하고 멀티미디어 기술의 혁신적인 생산자와 사용자를 위한 허브를 만들기 위해 시작되었다. 국내외 기업(다국적 기업)으로 구성된 컨소시엄은 정부 기관, 부처 및 장관들과 협력하여 정보 시대에 말레이시아의 사회 경제 발전을 향상시켰다. 당시 (1981–2003) 말레이시아의 총리였던 마하티르 빈 모하맛 박사가 표명한 멀티미디어 슈퍼 회랑(MSC)의 비전과 임무는 기본적으로 다음과 같다.
MSC는 (말레이시아)가 21세기로 도약하고 말레이시아의 비전 2020을 달성하는 데 가장 중요하다. MSC는 인공적인 한계 없이 멀티미디어의 잠재력을 최대한 활용할 수 있는 최고의 환경을 제공하기 위해 만들어졌다. MSC는 정보 시대의 새로운 영역에서 가능한 것의 한계를 탐색하고 새로운 삶의 방식, 일하는 방식, 노는 방식을 탐구할 수 있는 세계적인 시험장(허브)이다.
멀티미디어 슈퍼 회랑은 말레이시아를 정보 및 지식 시대로 도약시키기 위해 설계된 정부 지정 구역이다. 임시 세금 감면과 고속 인터넷 접속 및 쿠알라룸푸르 국제공항과의 근접성 같은 시설로 기업을 유치하는 것을 목표로 한다.
MSC 말레이시아는 페트로나스 트윈 타워에서 쿠알라룸푸르 국제공항까지 약 15 km (9.3 mi) × 50 km (31 mi) (즉, 750 km2 (290 mi2))의 면적을 포함하며, 푸트라자야와 사이버자야 도시를 포함한다.
이것은 1996년 8월 1일 멀티미디어 아시아 컨퍼런스에서 전 총리 마하티르 빈 모하맛에 의해 발표되었다. 마하티르가 1997년 1월 MSC를 기업에 홍보하기 위해 미국을 방문한 것은 많은 대형 정보 기술 기업의 관심을 끄는 데 성공했다. 이 방문 기간 동안 30명의 정보 기술 전문가로 구성된 국제 자문단이 MSC의 성공을 위한 아이디어를 교환하기 위해 구성되었다.
멀티미디어 개발 공사 (MDeC, 이전 MDC)는 MSC의 개발을 감독하기 위해 설립되었다. 나중에 말레이시아 디지털 경제 공사 (MDEC)로 이름이 변경되었다.

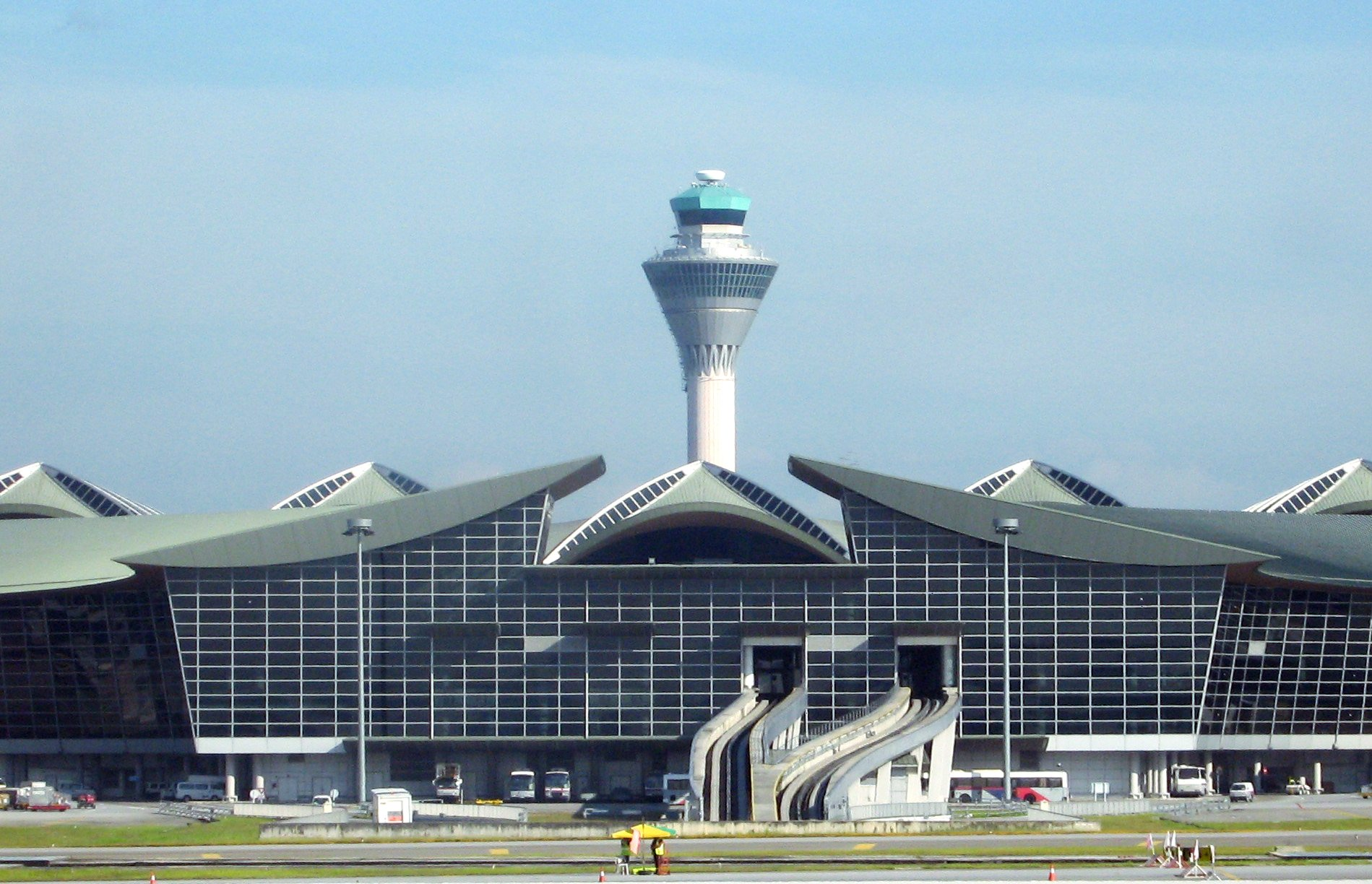
남쪽 경계의 쿠알라룸푸르 국제공항
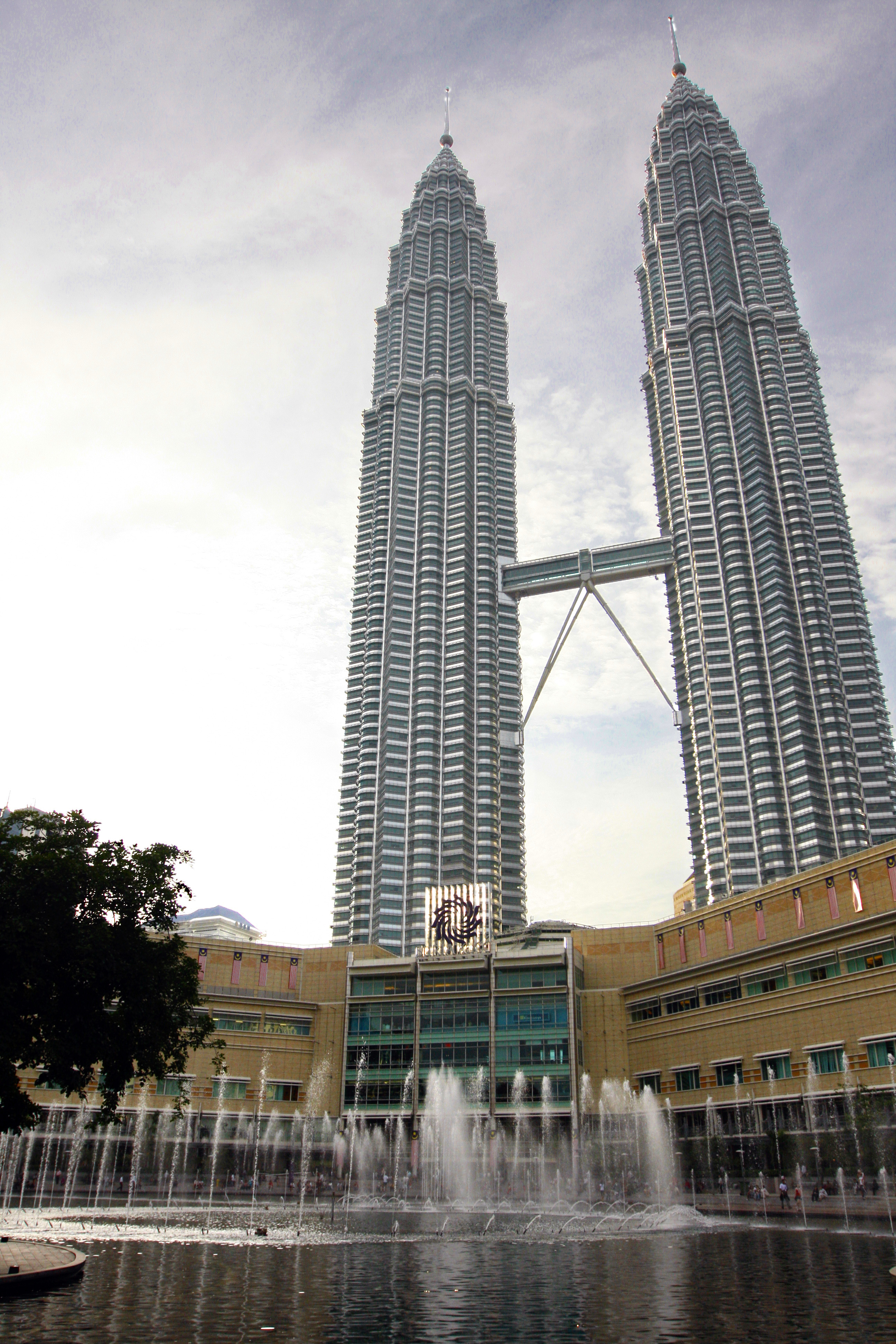
북쪽 경계의 페트로나스 트윈 타워
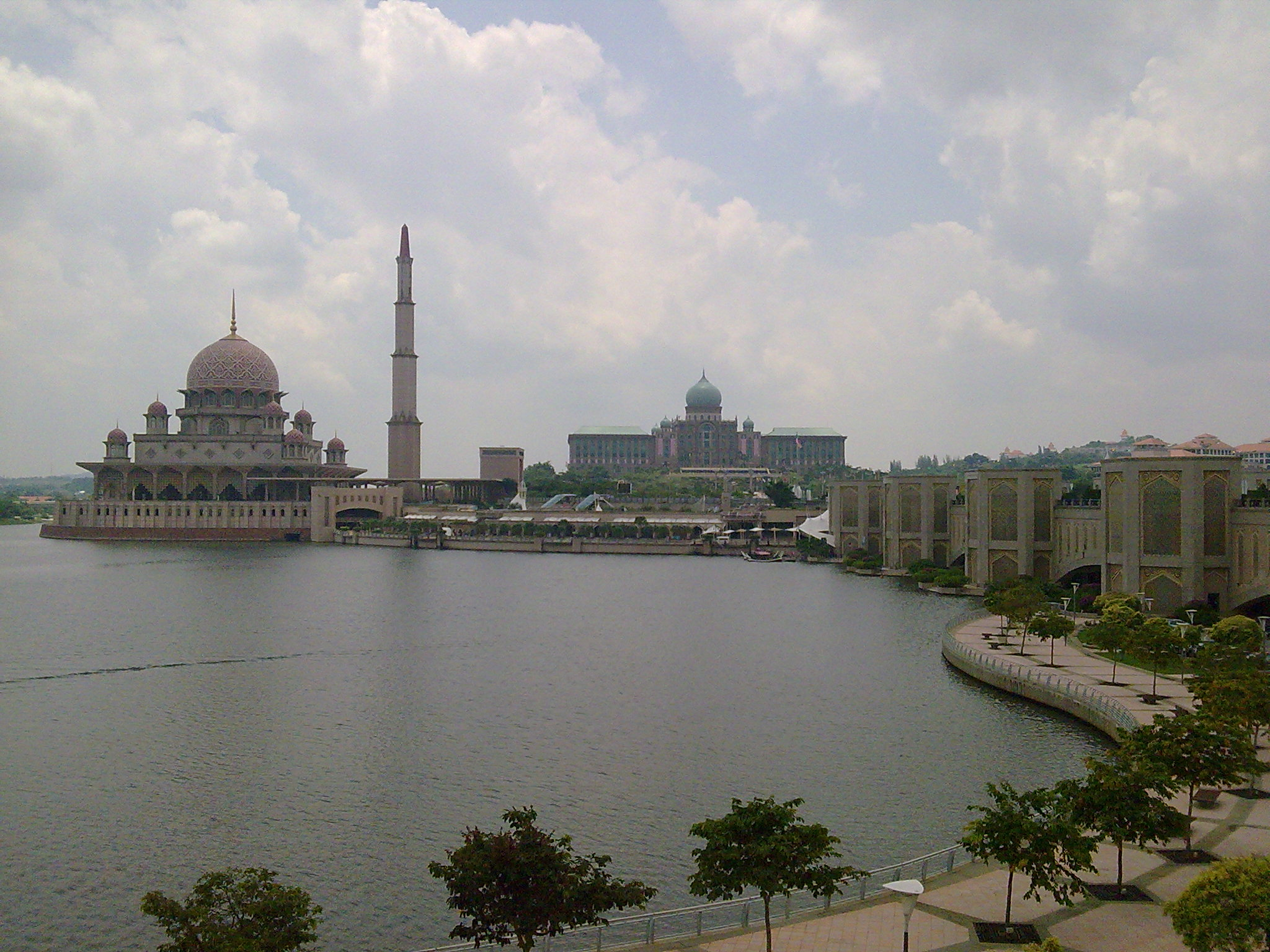
푸트라자야
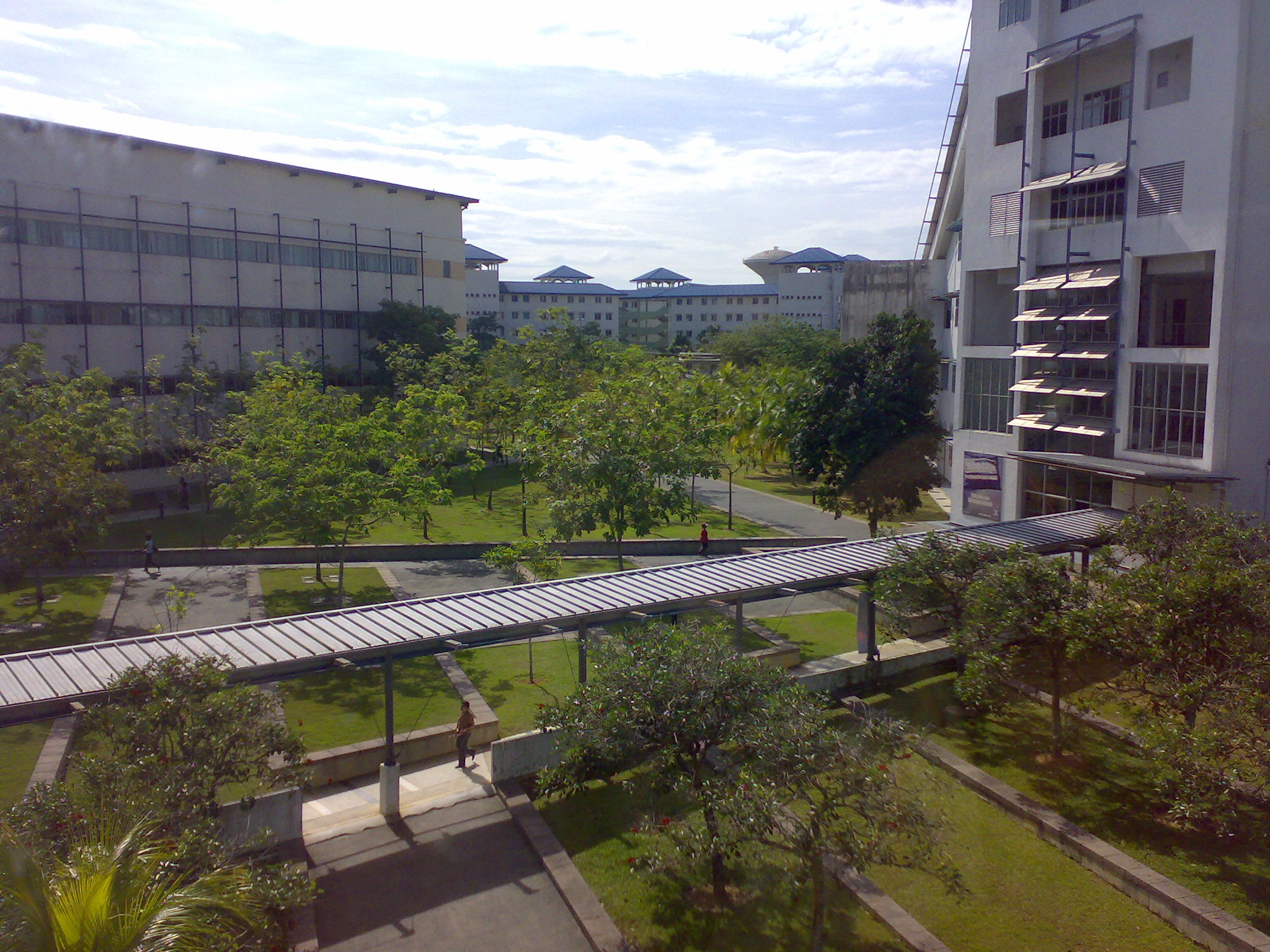
사이버자야

## 언론의 자유에 미치는 영향
말레이시아 법은 1984년부터 인쇄 매체에 대한 엄격한 정부 통제를 규정했지만, MSC 말레이시아의 기본 원칙은 인터넷에 대한 정부 검열을 허용하지 않는다는 것이었다. 이 허점을 파악한 언론인 스티븐 간과 동료 프리메쉬 찬드란은 인쇄 매체를 억압한다고 느꼈던 통제에서 자유로운 온라인 뉴스 자원을 시작했다. 1999년 11월, 이 둘은 말레이시아에서 가장 인기 있는 웹사이트 중 하나가 될 온라인 독립 뉴스 소스인 말레이시아키니를 설립했다. 2001년에는 국제 신문 편집자 협회로부터 자유 언론 선구자 상을 받았으며, 간은 해당 사이트에서의 활동으로 2000년 국제언론자유상 중 하나를 수상했다.

## MSC 현황 기업
1997년부터 말레이시아 및 외국 기업은 MSC 현황을 신청할 수 있었다. 승인된 기업은 두 명의 정부 장관이 서명한 인증서를 받았으며, 해당 기업에 대한 추가 권리와 혜택이 명시되어 있었다. 2017년까지 MSC 현황 기업은 3000개가 넘었다. 혜택에는 10년 동안 말레이시아 소득세 면제와 핵심 직원의 간소화된 이민이 포함되었다. MSC 현황을 부여받은 첫 몇몇 기업에는 텔레콤, 인텔 및 오라클이 포함되었다.

## 묘사
1996년 시리즈 RM5 지폐의 뒷면에는 멀티미디어 슈퍼 회랑의 지도가 그려져 있다.

## 같이 보기
- 말레이시아 국가 프로젝트
- 말레이시아의 과학 기술

말레이시아의 경제 특구
- 동부 해안 경제 지역 (ECER)
- 이스칸다르 말레이시아
  - 조호르-싱가포르 경제 특구 (JS-SEZ)
  - 포레스트 시티 특별 금융 구역 (Forest City SFZ)
- 말레이시아 비전 밸리 (MVV)
- 북부 회랑 경제 지역 (NCER)
  - 더 그레이터 케다 2050
- 사바 개발 회랑 (SDC)
- 사라왁 재생 에너지 회랑 (SCORE)